# 曝书亭
曝书亭原名竹坨，为清初学者朱彝尊别业，位于中国浙江省嘉兴市秀洲区王店镇解放社区广平路南端1号，坐北朝南，大门北向，始建于清康熙三十五年（1696），嘉庆元年（1796）由浙江学政阮元主持重修，1986年维修。
原建筑有南北之分，今仅存南坨一隅，占地面积6532平方米，呈园林式布局，园内以曝书亭为中心（以朱彝尊所著《曝书亭集》闻名于世），北面荷花池，四周围绕以潜采堂（藏书处）、娱老轩（著书处）、醧舫、六峰亭及假山、曲桥等。主体建筑曝书亭为方形，四角柱子为青石质，其上镌刻有汪楫书、阮元摹的杜甫诗联“会须上番看成竹，何处老翁来赋诗”。